# Kościół Chrystusa Króla w Zgierzu
Kościół Chrystusa Króla w Zgierzu – obecnie rzymskokatolicki kościół parafialny w Zgierzu. Należy do dekanatu zgierskiego archidiecezji łódzkiej.
Wybudowany w 1907 roku w stylu neogotyckim przez zgierskich mariawitów. W 1947 Kościół rzymskokatolicki odebrał świątynię Kościołowi Starokatolickiemu Mariawitów.
Kościół jest wpisany do rejestru zabytków Narodowego Instytutu Dziedzictwa pod numerem A/393 z 28.01.2020.

## Historia
- 1906: rozpoczęcie budowy kościoła.
- 1908: zakończenie budowy kościoła.
- 1907–1947: świątynia mariawicka.
- 1947–1949: kościół garnizonowy.
- 1949–1974: kościół filialny parafii Matki Boskiej Dobrej Rady w Zgierzu.
- 28 października 1951: rekonsekracja kościoła przez ks. prałata Jana Żdżarskiego.
- 1968: zorganizowanie przy kościele rektoratu z wydzielonym terenem pracy duszpasterskiej.
- 1974: kościół parafialny.

## Wyposażenie
Do wyposażenia świątyni należą: Droga Krzyżowa, 3 ołtarze, organy elektroniczne, 4 konfesjonały, ławki, centralne ogrzewanie, przyłącze gazowe i od 2004 roku 3 dzwony.